# 5 septembre 1943
Le dimanche 5 septembre 1943 est le 248e jour de l'année 1943.

## Naissances
- Bruce Cumings, historien américain
- Edward Simbalist (mort le 12 mars 2005), auteur de jeux de rôle canadien
- Jack Charles, acteur australien
- Jacques Bichot, économiste français
- Jacques Giroux (mort le 29 mars 2007), homme politique québécois
- Julio Toro, joueur de basket-ball portoricain
- Marianne Jelved, femme politique danoise
- Mike Barrett (mort le 8 août 2011), joueur de basket-ball américain
- Sam Hamill, poète américain

## Décès
- Aleš Hrdlička (né le 29 mars 1869), anthropologue tchèque
- Heinz Schmidt (né le 20 avril 1920), as allemand de la Seconde Guerre mondiale
- Nikolaï Klepikov (né le 20 mai 1919), aviateur soviétique

## Événements
- Bataille de Nadzab